# Gmina zbiorowa Selsingen
Gmina zbiorowa Selsingen (niem. Samtgemeinde Selsingen) – gmina zbiorowa położona w niemieckim kraju związkowym Dolna Saksonia, w Rotenburg (Wümme). Siedziba administracji gminy zbiorowej znajduje się w miejscowości Selsingen.

## Podział administracyjny
Do gminy zbiorowej Selsingen należy osiem gmin:
1. Anderlingen
2. Deinstedt
3. Farven
4. Ostereistedt
5. Rhade
6. Sandbostel
7. Seedorf
8. Selsingen